# Populus mexicana
Populus mexicana är en videväxtart. Populus mexicana ingår i släktet popplar, och familjen videväxter.

## Underarter
Arten delas in i följande underarter:
- P. m. dimorpha
- P. m. mexicana